# Джаред Лето
Джа́ред Джо́зеф Лето (англ. Jared Joseph Leto; нар. 26 грудня 1971 року, Бос'єр-сіті, Луїзіана, США) — американський актор і музикант, відомий за ролями в таких фільмах як «Реквієм за мрією», «Американський психопат», «Перерване життя», «Далласький клуб покупців», «Загін самогубців», «Той, хто біжить по лезу 2049», «Пан ніхто». Джаред Лето є вокалістом і гітаристом альтернативного рок-гурту Thirty Seconds to Mars, який він заснував зі своїм братом Шенонном Лето, режисером багатьох музичних кліпів під псевдонімом Bartholomew Cubbins (ім'я запозичене з книги Доктора Сьюза «The 500 Hats of Bartholomew Cubbins»).
2014 року Джаред Лето став лауреатом премії «Оскар» у номінації «Найкраща чоловіча роль другого плану», за роль у фільмі «Далласький клуб покупців».

## Молоді роки
Лето народився 26 грудня 1971 року у Бос'єр-сіті, штат Луїзіана. Протягом дитинства Джаред і його сім'я — мати Констанс і старший брат Шеннон — досить часто переїжджали, і проживали у таких штатах як Луїзіана, Вайомінг, Колорадо, Вірджинія та навіть Гаїті.
|  | «Було чудово зростати у сім'ї кочівників. Якщо чесно, мені досі подобається таке життя — з рюкзаком за спиною і валізами напоготові». |

Джаред ріс ініціативною і впевненою в собі дитиною. У 12 років він отримав першу роботу — мийник посуду в невеликій закусочній у Вірджинії, а в 16 підробляв швейцаром. Після закінчення школи він подав свої документи до Університету мистецтв у Філадельфії і був прийнятий. Він спеціалізувався в царині вивчення художніх мистецтв, включаючи живопис. Пізніше Джаред забрав документи із Університету Мистецтв і перевівся до Університету Образотворчих Мистецтв у Нью-Йорку. Будучи студентом, він написав сценарій і зіграв одну з головних ролей в своєму власному фільмі «Crying Joy».

## Кар'єра

### Фільми
У 1992 році Джаред Лето переїхав до Лос-Анджелесу, щоб розпочати акторську кар'єру. До того часу він вже накопичив певний акторський досвід, а справді знаменитим його зробила роль Джордана Каталано в серіалі «Моє Так Зване Життя», в якому він грав разом з Клер Дейнс. У 1996 і 1997 роках Джаред Лето входив у список «50 найпривабливіших людей світу» за версією журналу «People». Коли зйомки серіалу скасували, Джаред почав свою роботу в повнометражних картинах.
Після зйомок з Алісією Сільверстоун у 1994 році в незалежному фільмі «Круті і божевільні», його першою значною роллю на широкому екрані стала роль у фільмі «Клаптикова ковдра» (1995) разом з Вайноною Райдер. У 1997 році Джаред зіграв роль, яка передбачалась для Тома Круза, у фільмі «Префонтейн», історії життя легендарного спортсмена-бігуна Стіва Префонтейна. 1998 рік був успішним для Джареда, який з'явився в стрічці Теренса Маліка «Тонка червона лінія» як частина сильного акторського складу, що включав Ніка Нолті, Джорджа Клуні і Шона Пенна. Крім того він зіграв головну роль в «Міських легендах», досить вдалій екранізації жанру жахів. Також він знявся в драмі «Безіл», де його партнерами стали Крістіан Слейтер і Клер Форлані.

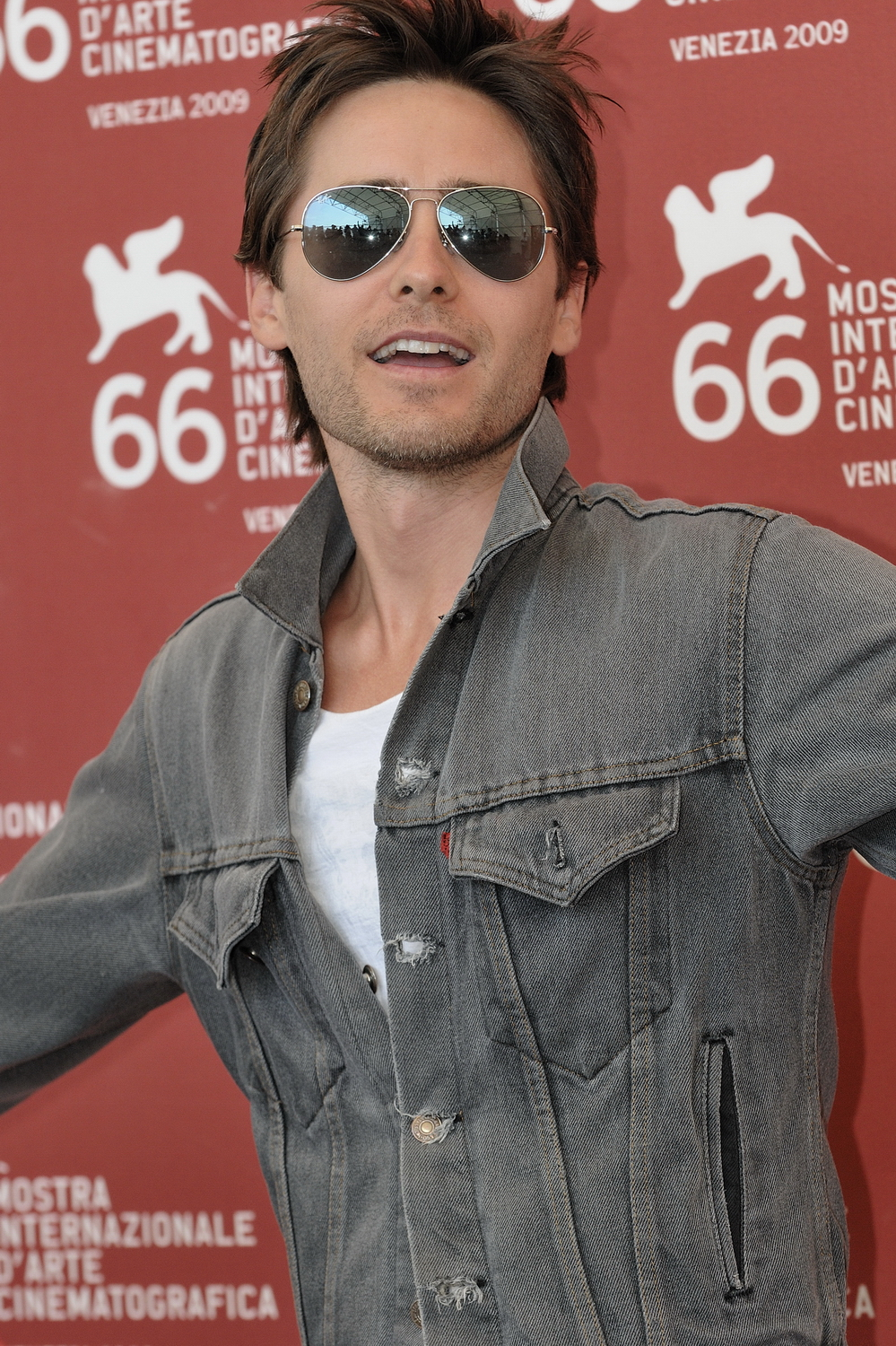
Джаред Лето у 2009 році

Джаред повернувся на великий екран у 1999 році з роботами в «Бійцівському клубі» і «Перерваному житті». 2000 рік для актора став роком драм і психологічних трилерів — «Американський психопат» і «Реквієм за мрією» (ця картина миттєво стала культовою). І, якщо в першому фільмі Джаред був затверджений на роль другого плану, то в «Реквіємі за мрією» йому дісталася головна роль. Граючи молодого бруклінського хлопця, що бореться з пристрастю до героїну, Джаред мав можливість грати в одному складі з Еллен Берстін, а також з майбутньою лауреаткою премії «Оскар» Дженніфер Коннеллі. Грав у двох фільмах режисера Девіда Фінчера: «Бійцівський клуб» і «Кімната страху» (2002). В останньому він зіграв найбалакучішого і найнезграбнішого з трьох грабіжників, які тероризували героїню Джоді Фостер.
Серед інших проектів Лето — епопея Олівера Стоуна «Олександр», міжнародний трилер «Збройний барон» і тонка драма «Розділ 27», яка розповідає про вбивцю Джона Леннона — Марка Чепмена. Заради цієї ролі він набрав 24 кілограми ваги, при тому, що є вегетаріанцем. В цьому фільмі Джаред виступив не лише як актор, але і як продюсер. У 2010 році вийшла стрічка «Пан Ніхто» за участю Даяни Крюгер, у якій Лето грає роль Немо Ніхто. На Венеціанському кінофестивалі 2009 року фільм отримав «Золоті Озелла за найкраще технічне сприяння» і нагороду за найкращий ігровий біографічний фільм. Крім того, Mr. Nobody був номінований на «Золотого лева».
У 2013 році на світові екрани вийшов драматичний фільм за участі Джареда Лето під назвою «Далласький клуб покупців». У ньому актор зіграв одну з головних ролей — трансвестита Района, за яку здобув премію «Оскар» у номінації «Найкраща чоловіча роль другого плану».

### Музика

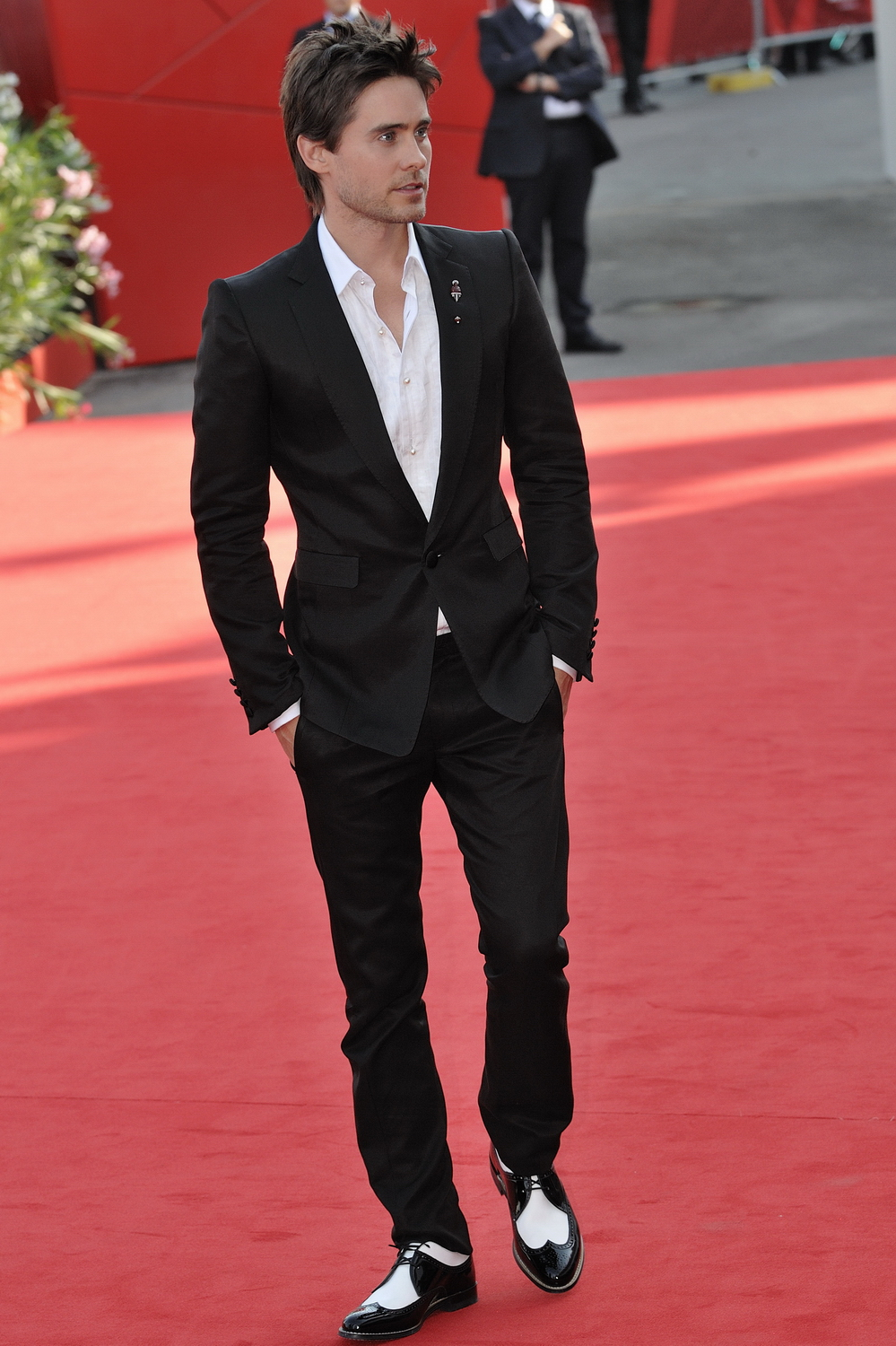
Джаред Лето на червоній доріжці 66-го Венеційського кінофестивалю

Окремо від кінокар'єри, Джаред Лето є вокалістом, гітаристом і автором пісень гурту 30 Seconds to Mars, який у 1998 році заснували Джаред і Шеннон Лето, який є барабанщиком. Також учасником групи є хорватський скрипаль і гітарист Томо Мілішевич. Гурт випустив 6 студійних альбомів.
Вони розпочинали з виступів на розігріві у інших колективів, а свій перший тур Forever Night Never Day вони розпочали у 2006 році. У березні вони розпочали тур Європою, вони відкривали виступи Linkin Park. В серпні 2008 року, Virgin Records подала 30 мільйонний позов проти Джареда і 30 Seconds to Mars, заявивши, що гурт відмовляється видавати третій альбом, як того вимагав контракт. У квітні 2009 року між 30 Seconds to Mars і Virgin Records був підписаний інший договір.
- Лето є режисером кліпів на пісні «The Kill», «From Yesterday» та «Kings and Queens» під вигаданим ім'ям Bartholomew Cubbins, а «A Beautiful Lie» — Angakok Panipaq.
- На більшості концертів Джаред використовує одну з двох гітар, які виготовлені Стівом МакСвейном (англ. Steve McSwain), біла зветься «Піфагор», а чорна «Артеміда».
- На зап'ястку правої руки Джаред Лето має татуювання у вигляді першого гліфа (Гліф- графічне позначення групи 30 Seconds to Mars). Також має татуювання на ліктях з тріадою, напис «Provehito in altum» на ключиці, дві стілки на ногах і татуювання на спині.

## Джаред Лето і Україна
У 2005 році Джаред Лето зіграв головну роль у фільмі Збройний барон, головні події якого відбуваються в Україні.
У 2013 році на світові екрани вийшов фільм за участі Джареда Лето, під назвою «Далласький клуб покупців». У ньому актор зіграв одну з головних ролей — трансвестита Района, за яку здобув премію «Оскар» у номінації Найкраща чоловіча роль другого плану. Отримуючи статуетку, Джаред Лето у своїй промові, в зв'язку з революційними подіями в Україні, висловив їй слова підтримки та солідарності:
|  | Усім мрійникам у світі, усім тим, хто дивиться це сьогодні ввечері у таких місцях, як Україна та Венесуела, я хочу сказати, що сьогодні ми тут і в той час, коли ви боретеся за здійснення ваших мрій, за те, щоб жити краще, ми думаємо про вас. Оригінальний текст (англ.) To all the dreamers out there around the world watching this tonight in places like the Ukraine and Venezuela, I want to say we are here and, as you struggle to make your dreams happen, to live the impossible, we're thinking of you tonight. |

Обіцяв приїхати в Україну, щоб побачити ще раз Київ і своєї обіцянки дотримався — 12 березня 2014 року виступив разом з 30 Seconds to Mars з концертом у київському Палаці спорту, а наступного дня відвідав Майдан Незалежності, де поклав квіти до пам'ятника Героям Небесної Сотні.
30 липня 2015 року внесений у «Білий Список Друзів України».
У липні 2019 року знову приїхав до Києва, гурт Thirty Seconds to Mars давав концерт на UPark Festival. 18 липня, прогулюючись Києвом, дав імпровізований концерт на пішоходному мосту у Києві. Перед цим співак був в Україні в 2018 році.
На тлі російсько-української війни Джаред Лето підтримав Україну. Він закликав українців бути обережними та висловив сподівання, що вдасться знайти ненасильницькі рішення конфлікту.
У жовтні 2024 року на концерті в Белграді спитав зі сцени, скільки сербів і росіян у залі, та повідомив, що планує концерти в Росії та Києві коли «ці проблеми» закінчаться, маючи на увазі війну в Україні. На його позицію відреагувало Міністерство закордонних справ України.

## Звинувачення у сексуальних проступках
У червні 2025 року дев'ять жінок звинуватили Лето у неправомірній поведінці сексуального характеру, серед них є неповнолітні. Представники Лето спростували звинувачення.

## Дискографія
- 30 Seconds to Mars (2002)
- A Beautiful Lie (2005)
- This Is War (2009)
- Love, Lust, Faith and Dreams (2013)
- America (2018)
- It's the End of the World but It's a Beautiful Day (2023)

## Фільмографія
| Рік       |    | Українська назва                  | Оригінальна назва             | Роль                           |
| --------- | -- | --------------------------------- | ----------------------------- | ------------------------------ |
| 1994—1995 | с  | Моє так зване життя               | My So-Called Life             | Джордан Каталано (19 епізодів) |
| 1994      | тф | Круті і чокнуті                   | Cool and the Crazy            | Майкл                          |
| 1995      | ф  | Клаптикова ковдра                 | How to Make an American Quilt | Бек                            |
| 1996      | ф  | Останній з великих королів        | The Last of the High Kings    | Френкі Ґріффін                 |
| 1997      | ф  | Префонтейн                        | Prefontaine                   | Стівен Префонтейн              |
| 1997      | ф  | Американські гірки                | Switchback                    | Лен Діксон                     |
| 1998      | ф  | Безіл                             | Basil                         | Безіл                          |
| 1998      | ф  | Міські легенди                    | Urban Legend                  | Пол                            |
| 1998      | ф  | Тонка червона лінія               | The Thin Red Line             | другий лейтенант Вайт          |
| 1999      | ф  | Чорне і біле                      | Black and White               | Кейсі                          |
| 1999      | ф  | Бійцівський клуб                  | Fight Club                    | «Янгольське обличчя»           |
| 1999      | ф  | Перерване життя                   | Girl, Interrupted             | Тобіас «Тобі» Джейкобз         |
| 2000      | ф  | Американський психопат            | American Psycho               | Пол Аллен                      |
| 2000      | ф  | Реквієм за мрією                  | Requiem for a Dream           | Гаррі Ґолдфарб                 |
| 2000      | ф  | Секс, наркотики і Сансет Стріп    | Sunset Strip                  | Ґлен Вокер                     |
| 2001      | ф  |                                   | Sol Goode                     | камео                          |
| 2002      | ф  | Шоссе                             | Highway                       | Джек                           |
| 2002      | ф  | Кімната страху                    | Panic Room                    | Джуніор                        |
| 2002      | ф  | Телефонна будка                   | Phone Booth                   | Боббі (видалена сцена)         |
| 2004      | ф  | Олександр                         | Alexander                     | Гефестіон                      |
| 2005      | ф  | Збройний барон                    | Lord of War                   | Віталій Орлов                  |
| 2006      | ф  | Самотні серця                     | Lonely Hearts                 | Раймон Фернандез               |
| 2007      | ф  | Розділ 27                         | Chapter 27                    | Марк Чепмен                    |
| 2009      | ф  | Містер Ніхто                      | Mr. Nobody                    | Немо Ніхто                     |
| 2013      | ф  | Далласький клуб покупців          | The Dallas Buyer's Club       | Район                          |
| 2016      | ф  | Загін самогубців                  | Suicide Squad                 | Джокер                         |
| 2017      | кф | 2036: Відродження Nexus           | 2036: Nexus Dawn              | Ніандер Воллес                 |
| 2017      | ф  | Той, хто біжить по лезу 2049      | Blade runner 2049             | Ніандер Воллес                 |
| 2018      | ф  | Аутсайдер                         | The Outsider                  | Нік Лоуелл                     |
| 2021      | ф  | Дрібниці                          | The Little Things             | Альберт Спарма                 |
| 2021      | ф  | Ліга справедливості Зака Снайдера | Zack Snyder's Justice League  | Джокер                         |
| 2021      | ф  | Дім Ґуччі                         | House of Gucci                | Паоло Гуччі                    |
| 2022      | ф  | Морбіус                           | Morbius                       | Майкл Морбіус                  |
| 2022      | с  | Стартап, що зазнав краху          | WeCrashed                     | Адам Нейман (8 епізодів)       |
| 2023      | ф  | Маєток з привидами                | Haunted Mansion               | Алістер Крамп                  |
| 2025      | ф  | Трон: Арес                        | Tron: Ares                    | Арес                           |
| 2026      | ф  | Володарі Всесвіту                 | Masters of the Universe       | Скелетор                       |